# Ratusz w Czarnkowie
Ratusz w Czarnkowie – mieści się przy Placu Wolności (Rynku). Jest to budowla eklektyczna wybudowana w połowie XIX wieku. Obecnie siedziba Urzędu Miasta. Na ścianie budynku jest umieszczona tablica ku czci czarnkowian poległych i pomordowanych w drugiej wojnie światowej. Budowla została wpisana do rejestru zabytków 3 kwietnia 1963 roku.